# Douvres-la-Délivrande
Pour les articles homonymes, voir Douvres (homonymie).
Douvres-la-Délivrande est une commune française, située dans le département du Calvados en région Normandie, peuplée de 5 123 habitants.

## Géographie

### Situation
Douvres est située au nord de l'agglomération caennaise, juste en arrière de la Côte de Nacre, ce qui en fait un nœud routier assez important. Géologiquement, la ville est située sur des sols calcaires propices à la culture intensive ; cependant, cela entraîne fréquemment des teneurs trop élevées en nitrates et en calcaires dans les eaux communales.
| Saint-Aubin-sur-Mer, Bernières-sur-Mer | Langrune-sur-Mer, Luc-sur-Mer |            |
| Bény-sur-Mer                           | Douvres-la-Délivrande         | Cresserons |
| Basly                                  | Colomby-Anguerny              | Mathieu    |

### Transports
La commune est desservie par la ligne 101 et les lignes scolaires 103, 145 et 146 du réseau des bus verts du Calvados.

### Hydrographie
La commune est située dans le bassin Seine-Normandie. Elle n'est drainée par aucun cours d'eau,.

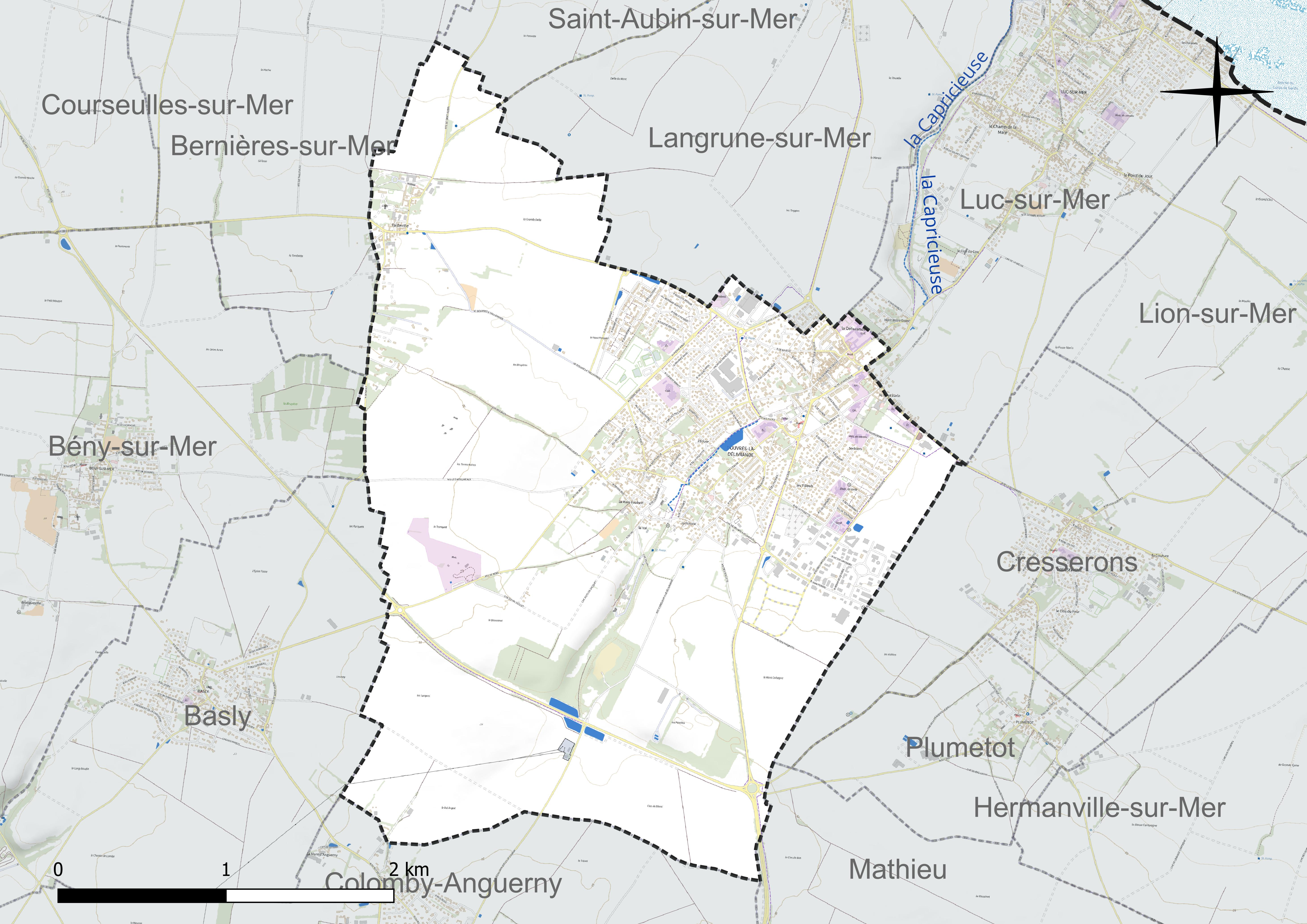
Réseau hydrographique de Douvres-la-Délivrande.

### Climat
Pour des articles plus généraux, voir Climat de la Normandie et Climat du Calvados.
En 2010, le climat de la commune est de type climat océanique altéré, selon une étude du CNRS s'appuyant sur une série de données couvrant la période 1971-2000. En 2020, Météo-France publie une typologie des climats de la France métropolitaine dans laquelle la commune est exposée à un climat océanique et est dans la région climatique Normandie (Cotentin, Orne), caractérisée par une pluviométrie relativement élevée (850 mm/a) et un été frais (15,5 °C) et venté. Parallèlement le GIEC normand, un groupe régional d'experts sur le climat, différencie quant à lui, dans une étude de 2020, trois grands types de climats pour la région Normandie, nuancés à une échelle plus fine par les facteurs géographiques locaux. La commune est, selon ce zonage, exposée à un « climat des plateaux abrités », correspondant à la plaine agricole de Caen à Falaise, sous le vent des collines de Normandie et proche de la mer, se caractérisant par une pluviométrie et des contraintes thermiques modérées.
Pour la période 1971-2000, la température annuelle moyenne est de 10,8 °C, avec une amplitude thermique annuelle de 11,9 °C. Le cumul annuel moyen de précipitations est de 680 mm, avec 11,4 jours de précipitations en janvier et 7,2 jours en juillet. Pour la période 1991-2020, la température moyenne annuelle observée sur la station météorologique la plus proche, située sur la commune de Bernières-sur-Mer à 5 km à vol d'oiseau, est de 11,7 °C et le cumul annuel moyen de précipitations est de 695,0 mm,. Pour l'avenir, les paramètres climatiques de la commune estimés pour 2050 selon différents scénarios d'émission de gaz à effet de serre sont consultables sur un site dédié publié par Météo-France en novembre 2022.

## Urbanisme

### Typologie
Au 1er janvier 2024, Douvres-la-Délivrande est catégorisée petite ville, selon la nouvelle grille communale de densité à 7 niveaux définie par l'Insee en 2022.
Elle appartient à l'unité urbaine de Douvres-la-Délivrande - Luc-sur-Mer, une unité urbaine monocommunale constituant une ville isolée,. Par ailleurs la commune fait partie de l'aire d'attraction de Caen, dont elle est une commune de la couronne,. Cette aire, qui regroupe 296 communes, est catégorisée dans les aires de 200 000 à moins de 700 000 habitants,.

### Occupation des sols
L'occupation des sols de la commune, telle qu'elle ressort de la base de données européenne d'occupation biophysique des sols Corine Land Cover (CLC), est marquée par l'importance des territoires agricoles (74 % en 2018), en diminution par rapport à 1990 (78,3 %). La répartition détaillée en 2018 est la suivante :
terres arables (72,3 %), zones urbanisées (20,1 %), forêts (3,5 %), zones industrielles ou commerciales et réseaux de communication (2,3 %), zones agricoles hétérogènes (1,8 %). L'évolution de l'occupation des sols de la commune et de ses infrastructures peut être observée sur les différentes représentations cartographiques du territoire : la carte de Cassini (XVIIIe siècle), la carte d'état-major (1820-1866) et les cartes ou photos aériennes de l'IGN pour la période actuelle (1950 à aujourd'hui).

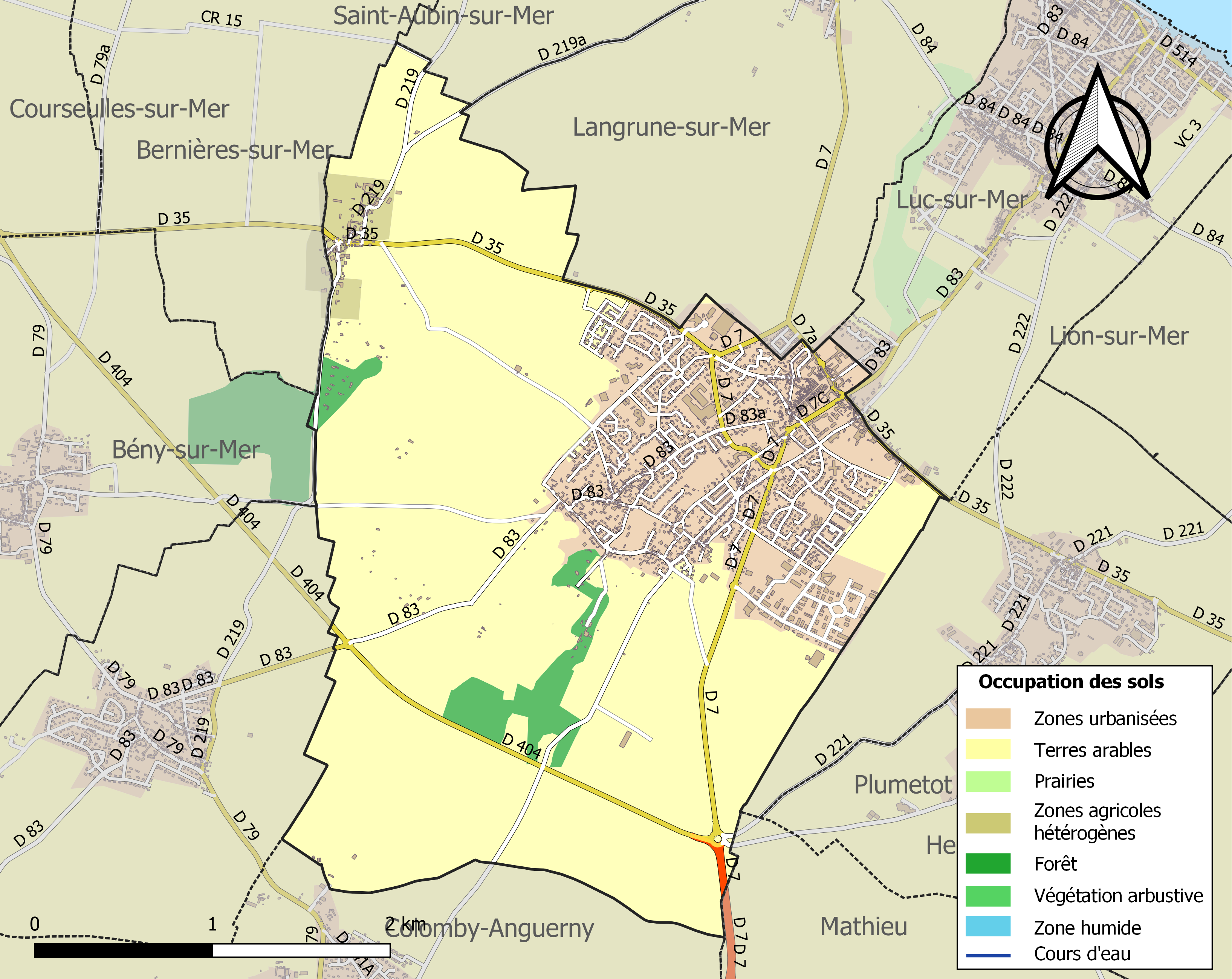
Carte des infrastructures et de l'occupation des sols de la commune en 2018 (CLC).

## Toponymie
Le nom de la localité est attesté sous les formes Dopra au XIe siècle (enq. t. Ier, p. 426) ; Dovera vers 1160 (ch. de Saint-Étienne de Caen) ; Douvra en 1198 (magni rotuli, p. 23) ; Dobra en 1228 (ch. de l'abb. d'Aunay) ; Doubra en 1246 (ch. de l'abb. d'Ardennes, no 183) ; Dubra vers 1257 (magni rotuli, p. 177) ; Dovre en 1258 (ch. d'Aunay).
Albert Dauzat considère que le toponyme Douvres représente le gaulois dŭbron « eau courante ». René Lepelley lui emboite le pas tout en simplifiant quelque peu la désinence du mot gaulois, à savoir dubro « eau courante ».

Xavier Delamarre fait la distinction entre *dubron (neutre singulier) « eau » et dubra « eaux ». Douvres signifie par conséquent « les eaux ». Ce mot celtique se poursuit dans les langues celtiques insulaires : vieil irlandais dobur (noms de lieux Dobhar en Irlande et en Écosse), gallois dwr, cornique dur et breton dour signifiant tous « eau ».
La Délivrande est une ancienne commune française. Elle n'a connu qu'une brève existence : avant 1794, la commune est supprimée et rattachée à Luc. En 1839, le hameau de la Délivrande est transféré à la commune de Douvres, qui prendra en 1961 le nom de Douvres-la-Délivrande. Aujourd'hui le hameau où se dresse la chapelle Notre-Dame-de-la-Délivrande, fondée, dit-on, par saint Regnobert, au VIIe siècle et détruite au IXe siècle par les Vikings, puis reconstruite en 1050 par Baudouin, seigneur de Reviers. Elle est devenue un lieu célèbre de pèlerinage.
Le déterminant complémentaire la Délivrande qui désigne depuis des siècles le sanctuaire marial, serait selon une tradition locale assez répandue, constitué du substantif d'origine scandinave delle qui désigne une pièce de terre ou butte et du toponyme gaulois Ivrande pour « un lieu où il y a de l'eau ».

## Histoire

### La baronnie de Douvres
Le fief de Douvres prend le titre de baronnie en 1072. À partir du XIIe siècle, tous les évêques de Bayeux qui s'y succédèrent portèrent le titre de baron de Douvres. Au Moyen Âge, la ville de Douvres-la-Délivrande était l'un des bourgs les plus peuplés du duché de Normandie.

### LeXIXesiècle
Jusqu'au milieu du XXe siècle, la commune était constituée de deux pôles distincts : d'un côté, Douvres, autour du domaine de la Baronnie et de l'église Saint-Rémi et de l'autre, la Délivrande autour de la chapelle Notre-Dame.
Depuis la Révolution, une partie du territoire de la Délivrande est rattachée à la commune de Luc-sur-Mer ; l'actuelle rue du Général-de-Gaulle et la route de Langrune matérialisent la frontière entre Luc et Douvres. La chapelle, puis basilique de la Délivrande se trouve ainsi sur le territoire de Luc. En 1839, le hameau de la Délivrande est entièrement réuni à la commune de Douvres. Ce n'est toutefois qu'en 1961 que la commune est renommée Douvres-la-Délivrande.
Une nouvelle basilique est construite un peu plus au nord que l'ancienne entre 1854 et 1878.
Le bourg de Douvres conserve longtemps un caractère rural, alors que la Délivrande se densifie le long de l'actuelle rue du Général-de-Gaulle.
En 1875, la commune est reliée à Caen et à la côte de Nacre par la ligne de Caen à la mer. Deux gares, distantes de moins d'un kilomètre l'une de l'autre, sont établies à la Délivrande : la gare de Douvres-la-Délivrande (place des Marronniers, derrière l'ancienne mairie) et la gare de Chapelle-la-Délivrande (rue du Bout-Varin) pour desservir la basilique. Après la fermeture de la ligne en 1950, la plateforme est réutilisée en espace vert dans le vieux Douvres et en voie routière à l'est de la rue du Général-Leclerc (nouvel axe principal entre Caen et Luc-sur-Mer).

### La Seconde Guerre mondiale

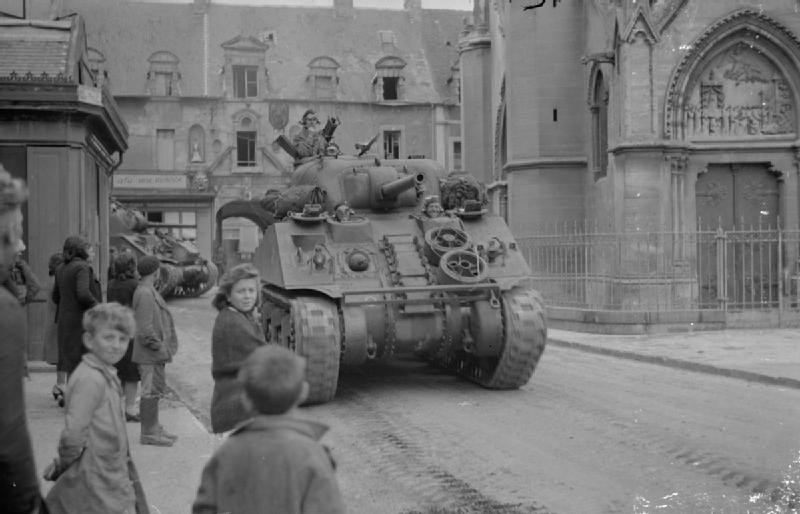
Chars M4 Sherman des forces armées britanniques circulant dans Douvres le 8 juin 1944, pendant la bataille de Normandie.

Pendant la Seconde Guerre mondiale, Douvres est le site d'installation d'une station radar allemande, qui prend part à la défense stratégique du mur de l'Atlantique. Terminée à l'automne 1943, la station est ensuite divisée en deux zones par la route de Douvres à Bény-sur-Mer et massivement fortifiée par des bunkers, mitrailleuses et champs de mines.
Sur la zone nord se situe un radar Wasserman Siemens à longue portée et des structures associées. La zone sud a deux radars à portée intermédiaire Freya et deux radars Würzburg à courte portée, ainsi que des bunkers de commandement et une infirmerie, des garages et des emplacements d'artillerie. Quelque 230 personnels de la Luftwaffe sont basés sur cette zone, y compris des électriciens, des ingénieurs et 36 contrôleurs aériens.
À 23 heures dans la nuit du 5 juin 1944, les Alliés commencent un brouillage intensif des fréquences qui aveugle le réseau radar allemand tout entier de Cherbourg (Cherbourg-en-Cotentin depuis 2016) au Havre. Le matin du 6 juin, les antennes de Douvres sont rendues inopérantes par les bombardements alliés de l'artillerie navale.
Les troupes canadiennes qui ont débarqué à proximité sur « Juno Beach » tentent d'isoler la station, mais les Allemands la défendent avec succès pendant douze jours, en attente d'une contre-attaque des Panzers.
Le 17 juin, une offensive massive par les Britanniques (41 commandos des Royal Marines), précédée par un bombardement d'artillerie et appuyée par des déminages et des chars antibunker de la 79e division blindée, obtient la capitulation de la garnison.
La station radar de Douvres-la-Délivrande abrite aujourd'hui un musée montrant l'évolution et le rôle du radar, qui conserve également un des rares exemples conservés d'antenne radar Würzburg.
La commune a un cimetière de guerre avec les tombes de 1 123 soldats à la fois des Alliés et des forces de l'Axe :
- 927 Britanniques ;
- 180 Allemands ;
- 11 Canadiens ;
- 3 Australiens ;
- 1 Polonais ;
- 1 soldat inconnu.

### Après la Seconde guerre mondiale
En 1973, la commune de Tailleville, où l'on recense moins de cent habitants (72 au recensement de 1968), est rattachée à Douvres-la-Délivrande en tant que commune associée.
La commune connait un fort accroissement démographique dans le dernier quart du XXe siècle. La population double entre 1968 et 1990. La croissance continue jusqu'à la fin des années 2000 où elle se stabilise autour de 5 000 habitants. De nombreux lotissements sont aménagés à la Délivrande comme dans l'ancien bourg et les deux entités sont finalement réunies dans un même pôle urbain.

## Politique et administration

### Liste des maires
| Période                                       | Période                                                 | Identité                                           | Étiquette    | Qualité |
| --------------------------------------------- | ------------------------------------------------------- | -------------------------------------------------- | ------------ | --- |
| 7 février 1790                                | 29 août 1790 (Nommé administrateur du district de Caen) | Jean Jacques Jardin (1751-1821)                    |              | Médecin |
| 29 août 1790                                  | 20 novembre 1791                                        | Charles François Thomas Exupere Meriel (1750-1816) |              | Notaire royal à Ouistreham |
| 20 novembre 1791                              |                                                         | Pierre Pastey                                      |              | Aubergiste |
| Les données manquantes sont à compléter.      |                                                         |                                                    |              | |
| Avant 1833                                    | 27 août 1848                                            | Charles Claude Hettier                             |              | Avocat au tribunal de commerce de Caen |
| 27 août 1848                                  | 13 juin 1849                                            | Alexandre Laurent                                  |              | Officier de santé |
| 13 juin 1849                                  | 23 décembre 1858 (Démission)                            | Pierre-Louis Hébert (1809-1869)                    |              | Notaire |
| 23 décembre 1858                              | 1874                                                    | Alexandre Laurent                                  |              | Officier de santé |
| 1874 (Adjoint faisant les fonctions de maire) | 4 septembre 1875 (Nouveau maire décrété)                | Gustave Alexandre Lerouget                         |              | Adjoint au maire |
| 4 septembre 1875                              | 2 mars 1878                                             | Mr. Philippe                                       |              | |
| 2 mars 1878                                   | 4 avril 1897                                            | Pierre Ernest Aubrée                               |              | |
| 4 avril 1897                                  | 15 mai 1904                                             | Maurice Liotard (1853- )                           |              | Notaire |
| 15 mai 1904                                   | 17 mai 1908                                             | Hippolyte Leblanc (1839-1915)                      |              | Horloger |
| 17 mai 1908                                   | 8 décembre 1942 (Démission)                             | Georges Lesage (1861-1946)                         | RG           | Pharmacien et chercheur, maire honoraire Conseiller d'arrondissement (1907 → 1940)                                                             |
| 8 décembre 1942                               | 9 novembre 1944                                         | Jean Marie Saliou (1885-1965)                      |              | Ingénieur du service des ponts et chaussées |
| 9 novembre 1944                               | octobre 1947                                            | Alfred Pleintel                                    |              | |
| octobre 1947                                  | mars 1959                                               | Maurice Lehodey                                    |              | Agriculteur |
| mars 1959                                     | avril 1981 (Démission)                                  | Pierre Roux                                        | DVD          | Serrurier puis dirigeant d'une entreprise d'huisseries industrielles                                                                           |
| avril 1981                                    | mars 1989                                               | Jean-Marie Seeuws                                  | DVD          | Cadre administratif |
| mars 1989                                     | juin 1995                                               | Xavier Hooge                                       | MRG          | Ancien président de l'association AIRE en Basse-Normandie Élu en mars 1989, réélu en avril 1990 à la suite d'une élection municipale partielle |
| juin 1995                                     | mars 2008                                               | Laurent Huet                                       | UDF puis DVD | Entrepreneur, professeur de cuisine Conseiller général de Douvres-la-Délivrande (2001 → 2008) Président de la CC Cœur de Nacre (2002 → 2008)   |
| mars 2008                                     | En cours (au 26 décembre 2020)                          | Thierry Lefort                                     | DVG puis DVC | Ancien directeur du Fongecif Basse-Normandie Président de la CC Cœur de Nacre (depuis 2020)                                                    |

### Politique de développement durable
La commune a engagé une politique de développement durable en lançant une démarche d'Agenda 21 en 2008.

## Démographie
L'évolution du nombre d'habitants est connue à travers les recensements de la population effectués dans la commune depuis 1793. Pour les communes de moins de 10 000 habitants, une enquête de recensement portant sur toute la population est réalisée tous les cinq ans, les populations de référence des années intermédiaires étant quant à elles estimées par interpolation ou extrapolation. Pour la commune, le premier recensement exhaustif entrant dans le cadre du nouveau dispositif a été réalisé en 2008.
En 2022, la commune comptait 5 123 habitants, en évolution de −0,06 % par rapport à 2016 (Calvados : +1,58 %, France hors Mayotte : +2,11 %).
| 1793  | 1800  | 1806  | 1821  | 1831  | 1836  | 1841  | 1846  | 1851  |
| ----- | ----- | ----- | ----- | ----- | ----- | ----- | ----- | ----- |
| 1 356 | 1 176 | 1 484 | 1 661 | 1 652 | 1 616 | 2 075 | 2 098 | 2 061 |

| 1856  | 1861  | 1866  | 1872  | 1876  | 1881  | 1886  | 1891  | 1896  |
| ----- | ----- | ----- | ----- | ----- | ----- | ----- | ----- | ----- |
| 2 096 | 2 131 | 2 083 | 1 966 | 1 998 | 1 847 | 1 840 | 1 715 | 1 648 |

| 1901  | 1906  | 1911  | 1921  | 1926  | 1931  | 1936  | 1946  | 1954  |
| ----- | ----- | ----- | ----- | ----- | ----- | ----- | ----- | ----- |
| 1 678 | 1 397 | 1 376 | 1 405 | 1 377 | 1 559 | 1 562 | 1 811 | 2 126 |

| 1962  | 1968  | 1975  | 1982  | 1990  | 1999  | 2006  | 2008  | 2013  |
| ----- | ----- | ----- | ----- | ----- | ----- | ----- | ----- | ----- |
| 1 739 | 1 844 | 2 356 | 2 877 | 3 983 | 4 809 | 4 877 | 4 891 | 5 131 |

| 2018  | 2022  | - | - | - | - | - | - | - |
| ----- | ----- | - | - | - | - | - | - | - |
| 4 999 | 5 123 | - | - | - | - | - | - | - |

Douvres-la-Délivrande est le pole principal de l'unité urbaine de Douvres-la-Délivrande - Luc-sur-Mer, formée par les communes de Bernières-sur-Mer, Douvres-la-Délivrande, Langrune-sur-Mer, Luc-sur-Mer et Saint-Aubin-sur-Mer.

## Économie
Comme la plupart des grandes villes situées en plaine alluviale, Douvres-la-Délivrande a développé une culture maraîchère propre à lui permettre un approvisionnement régulier en produits frais. Ainsi, le sud-est et le nord de la ville sont des zones traditionnellement dévolues à ce type de cultures. Cependant, cette pratique tend à diminuer, les surfaces disponibles se réduisant sous la pression foncière.

## Culture locale et patrimoine

### Lieux et monuments

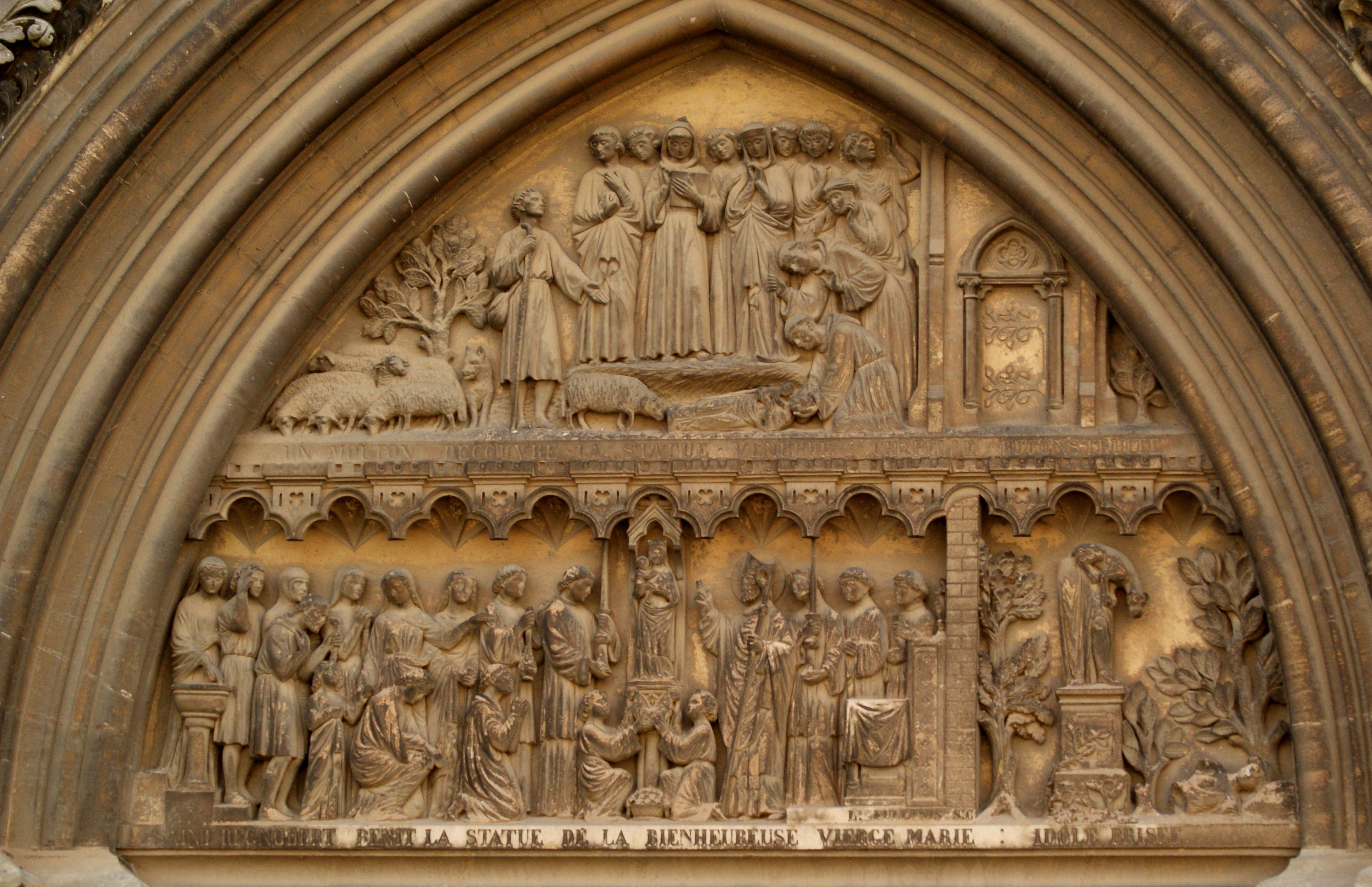
Le tympan du portail de Notre-Dame-de-la-Délivrande.

- La basilique Notre-Dame-de-la-Délivrande, inscrite aux monuments historiques[37].
- Au sein du couvent Notre-Dame-de-Fidélité, la chapelle de la Vierge-Fidèle, ornée par des œuvres classées aux Monuments Historiques : René Lalique[38] et Alix Aymé[39],[40].
- L'ancien prieuré de Tailleville dont la chapelle fait l'objet d'une inscription au titre des monuments historiques depuis le 17 mai 1933[41].
- Le domaine de la Baronnie[42] : située au cœur de Douvres près de l'église, la baronnie est constituée de deux bâtiments dans un enclos de trois hectares. C'est au XIe siècle que la Baronnie est unie à la mense épiscopale (possession de l'évêque). Il est mentionné dans les histoires que Douvres était le plus beau fief du chapitre. Le fief de Douvres prend le titre de baronnie en 1072 à l'époque de la promotion de Thomas de Douvre, puis devient manoir et maison de campagne de l'évêque de Bayeux[43]. Le domaine est classé aux monuments historiques.
- La gare de Douvres.
- La gare de Chapelle-la-Délivrande.
- Station radar Distelfink (musée du Radar)[44]. À la fin de la dernière guerre, le radar n'est qu'à ses balbutiements, cependant certains modèles sont à même de détecter de jour comme de nuit les mouvements sur la mer à une distance supérieure à l'œil humain. Les occupants comme les Alliés vont intensifier le perfectionnement et l'installation de ces « oreilles de sorciers ». Douvres, du fait de son altitude, sera équipée dès la fin de 1942 d'un radar long range afin d'informer les états-majors de toute tentative de débarquement dans la région. Cependant, comme à chaque fois qu'un engin de guerre est inventé, on invente le moyen de le neutraliser : la contremesure faite de brouillard du radar ou de faux échos fera merveille cette nuit du 5 au 6 juin 1944. Cette station radar restera un camp retranché jusqu'au 17 juin (dix jours après la libération de Douvres elle-même). Aujourd'hui la ville de Douvres-la-Délivrande a repris en gestion directe cette station radar qui est devenue un musée unique sur la côte. Elle est inscrite aux monuments historiques.
- L'église Saint-Rémi, classée aux monuments historiques[45].
- Le cimetière militaire britannique.
- La pharmacie Lesage, inscrite aux monuments historiques[46], de style Art nouveau.
- Le centre aquatique AquaNacre.

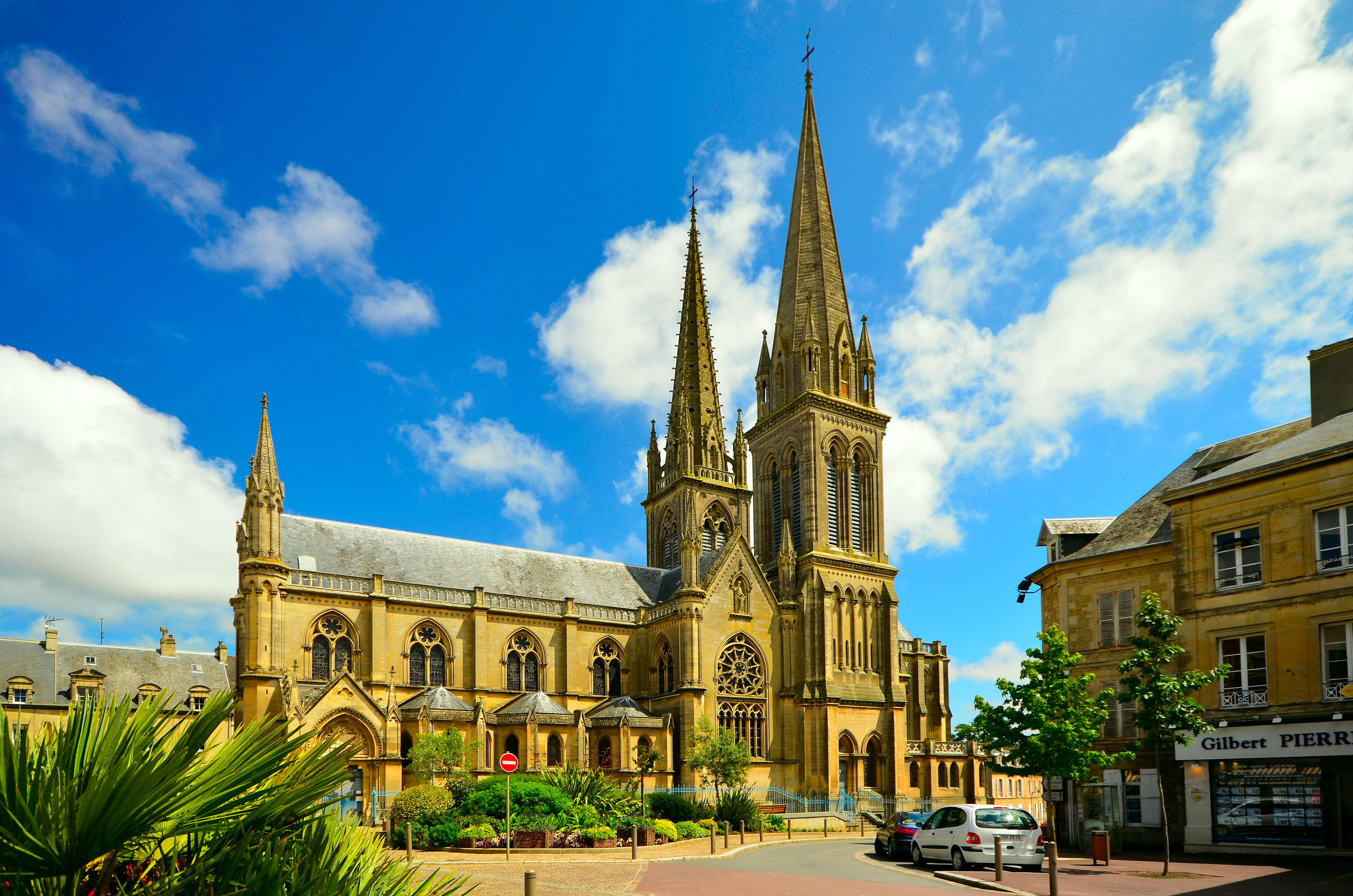
La basilique.
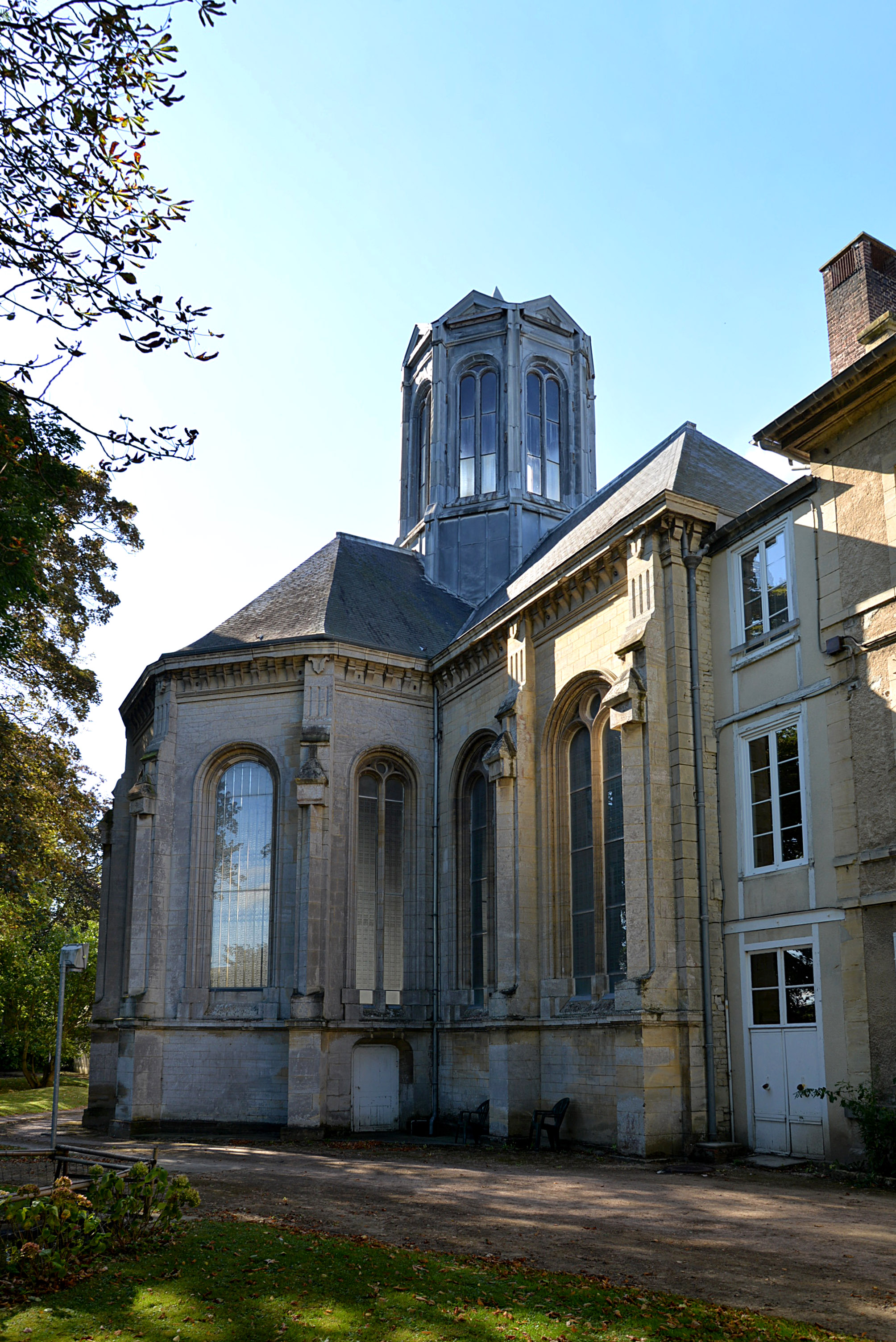
Le chevet de la chapelle du couvent de la Vierge Fidèle.
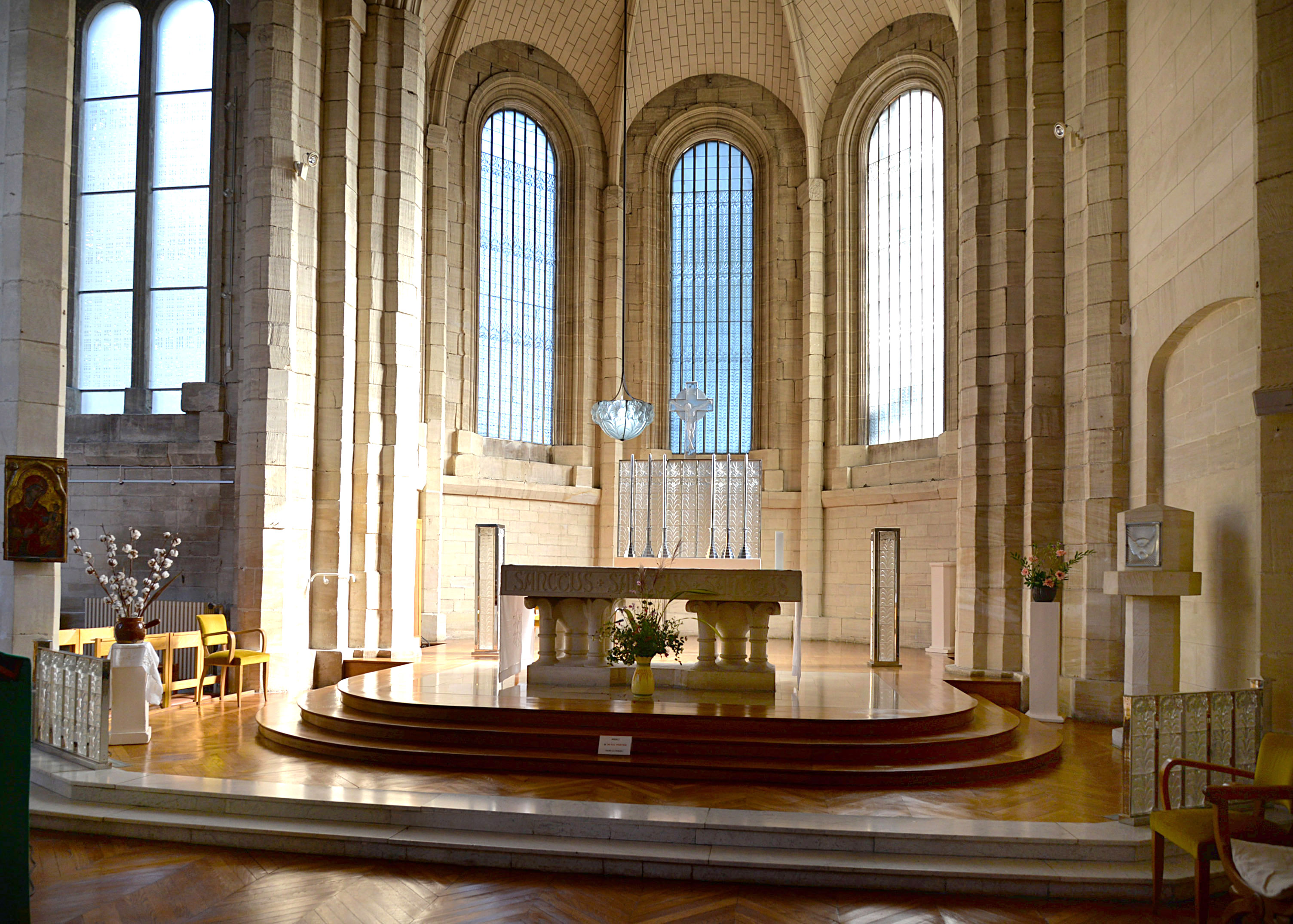
Le chœur de la chapelle du couvent de la Vierge Fidèle.
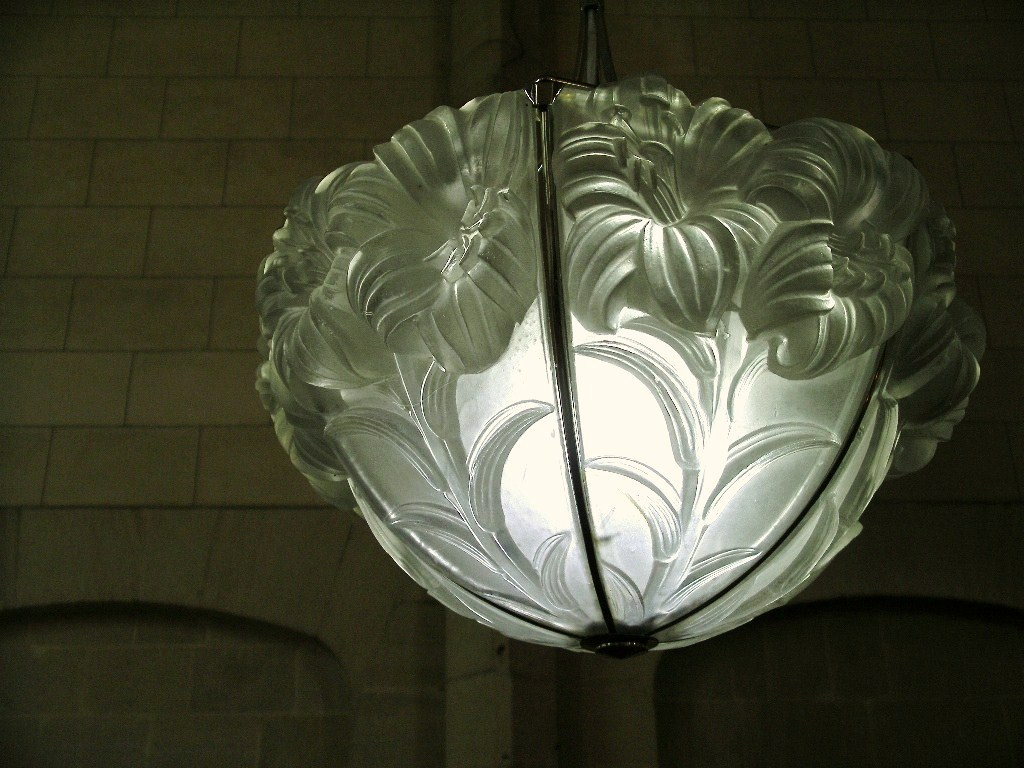
Lampe fleur de lys à la chapelle du couvent de la Vierge Fidèle.
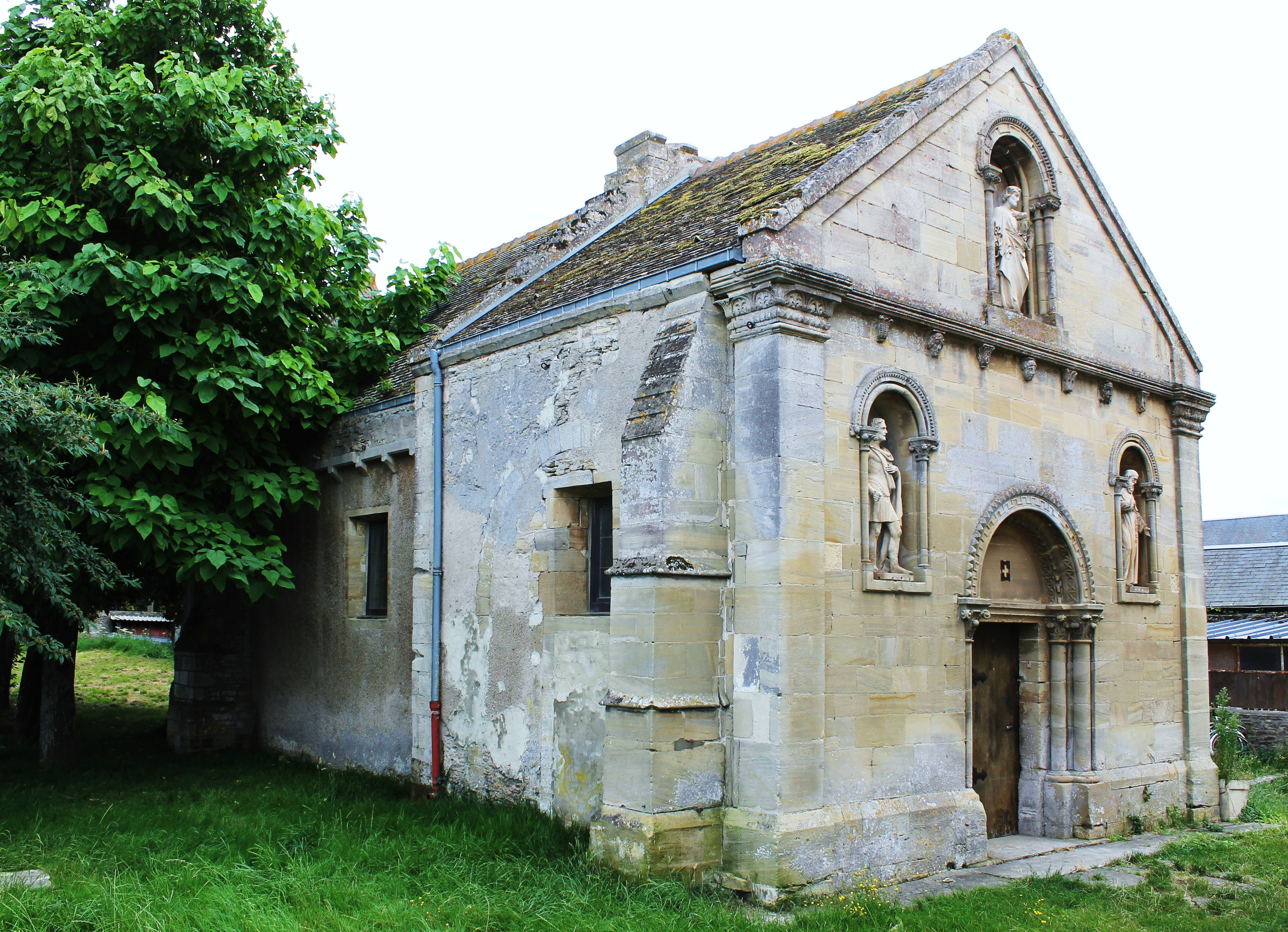
Chapelle du prieuré de Tailleville.
Le domaine de la Baronnie.
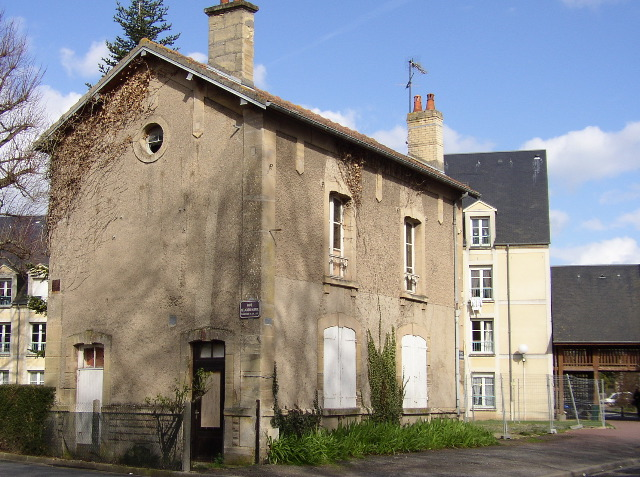
L'ancienne gare de Chapelle-la-Délivrande de la ligne de Caen à la mer.
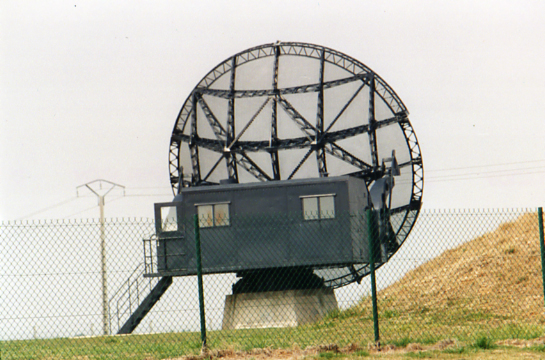
Radar de type Würzburg Riese.
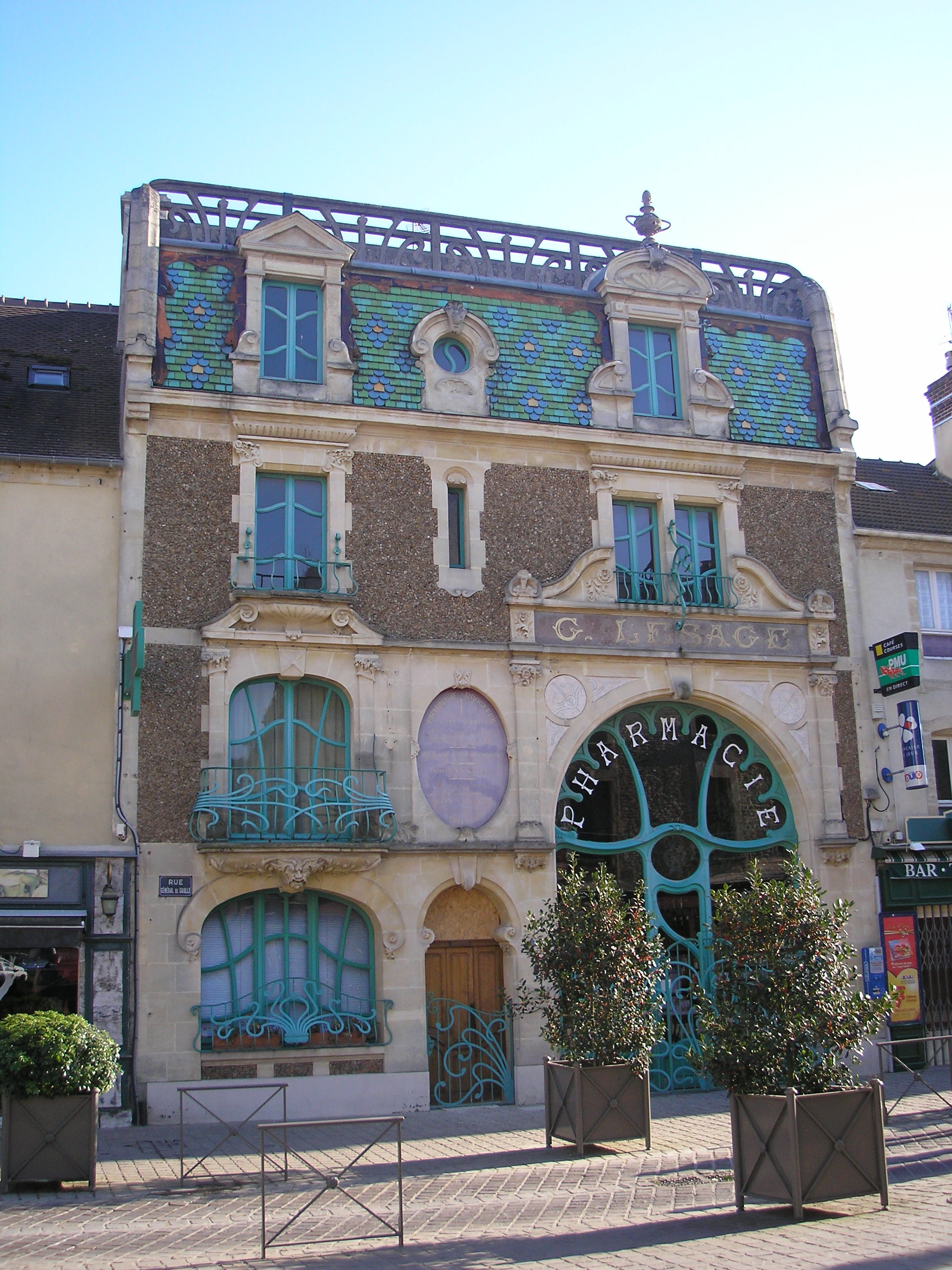
La pharmacie Lesage.
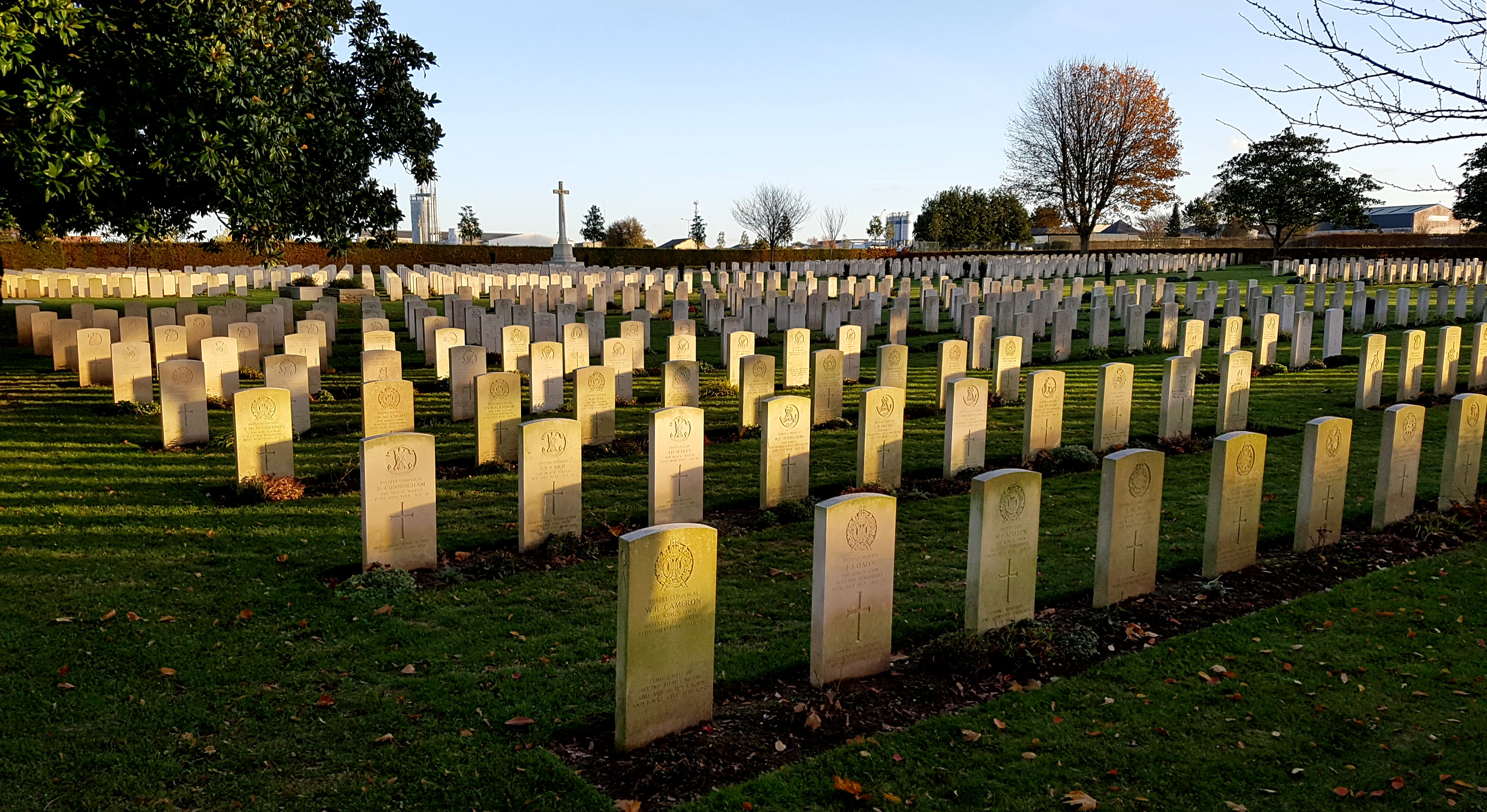
Le cimetière militaire britannique.

Douvres-la-Délivrande est aussi connue pour la culture de la violette, pour ses fleurs et son parfum.

### Activité et manifestations

#### Jumelages
Un comité de jumelage coordonne les échanges avec deux villes européennes :
- Oerlenbach (Allemagne) depuis 2003 ;
- Axminster (Royaume-Uni) depuis 1999.

### Personnalités liées à la commune
- Les membres de la famille de Douvres, une famille d'ecclésiastiques originaire de Douvres, dont :
  - Thomas de Douvres, plus souvent appelé Thomas de Bayeux, décédé le 18 novembre 1100, prêtre royal de Guillaume le Conquérant puis archevêque d'York de 1070 à 1100 ;
  - Samson de Douvres, frère de Thomas, plus souvent appelé Samson de Worcester, chapelain royal puis évêque de Worcester de 1096 à sa mort, en 1112 ;
  - Thomas II de Douvres, fils de Samson, chapelain du roi Henri Ier d'Angleterre, puis prévôt de la collégiale de Beverley et archevêque d'York de 1108 à 1114 ;
  - Richard de Douvres, fils de Samson, trésorier de l'Église de Bayeux, puis évêque de Bayeux de 1107 à 1133 ;
  - Isabelle de Douvres, fille de Samson, née avant 1082, morte en 1166. Maîtresse de Robert de Gloucester, fils bâtard du roi Henri Ier ;
  - Richard II de Douvres, fils bâtard de Robert de Gloucester et d'Isabelle de Douvres, évêque de Bayeux de 1135 à 1142.
- Jean Clémentin (1924 à Douvres-la-Délivrande-), journaliste et écrivain.
- Sylvain Lebel, auteur-compositeur et éditeur gastronome, né à Douvres-la-Délivrande.
- René Cédolin, né en 1940 à Douvres-la-Délivrande, footballeur professionnel, vainqueur à deux reprises de la coupe de France.

### Héraldique
| Armes de Douvres-la-Délivrande | Les armes de la commune de Douvres-la-Délivrande se blasonnent ainsi : Tranché : au 1er d'azur à la Sainte Vierge d'argent debout, tenant l'enfant Jésus du même, au 2e de gueules à l'aigle bicéphale d'or. |